# Wolseley Ten
Der Wolseley Ten war Wolseleys kleinster PKW, als er 1920 herauskam. Dieses erste Modell wurde bis 1925 gebaut und dann durch den 11/22 ersetzt. 1939 erschien erneut ein Wagen dieses Namens als Nachfolger des 10/40. Er wurde nach dem Zweiten Weltkrieg von 1945 bis 1948 wieder hergestellt und machte dann dem 4/50 Platz.

## 1920–1925
Der erste Ten besaß einen Vierzylinder-Blockmotor mit 1260 cm³ Hubraum und obenliegender Nockenwelle (OHC). Bis 1922 war er der kleinste Wolseley, dann übernahm der zweizylindrige Seven diese Rolle. 1925 löste der Typ 11/22 den Ten ab.

## 1939–1948
Die 10-Steuer-PS-Klasse war ein wichtiges Marktsegment im Großbritannien der 1930er-Jahre und Wolseley bot 1936 dort sein neues Modell 10/40 an, das auf dem zeitgenössischen Morris Ten basierte. Sowohl Morris als auch Wolseley waren Teil des Nuffield-Konzerns. Der 10/40 wurde 1937 eingestellt und erst im Februar 1939 brachte Wolseley den neuen Ten heraus.
Der neue Wagen basierte wieder auf dem Morris Ten, dieses Mal auf der Serie M von 1938, zeigte aber einen entscheidenden Unterschied: Hatte der Morris einen teilselbsttragenden Aufbau, so hatte der Wolseley einen massiven Stahlrahmen mit Kreuztraversen. Viele Karosseriebleche teilten sich die beiden Modelle aber. Um das Gewicht niedrig zu halten, war das Chassis des Wolseley mit 2286 mm um 10 cm kürzer als das des Morris. Der Wolseley hatte keine unabhängige Radaufhängung und besaß an allen vier Rädern halbelliptische Blattfedern. Die hydraulischen Trommelbremsen kamen von Lockheed. Der Motor, Typ XPJW, mit 1140 cm³ Hubraum war mit 40 bhp (29 kW) etwas stärker als der des Morris mit 37 bhp (27 kW).
Da der Wagen in der gehobenen Klasse angeboten werden sollte, besaß er Lederpolsterung, Wollteppiche und Walnussapplikationen. Die Sitze gehörten zu den Ersten, die aus Dunlopillo-Schaum anstatt aus Federkernmaterial bestanden; vermutlich war der Wolseley Ten das erste Automodell, bei dem Schaumstoffsitze eingesetzt wurden. Die Lenksäule war in Länge und Neigung einstellbar. Bei der Vorstellung kostete der Wagen mit £ 215,-- ganze £ 40,-- als der Morris. Als Sonderausstattung gab es ein „Jackall-System“, mit dem zum Reifenwechsel ein Rad von der Straße angehoben werden konnte. Der Aufpreis betrug £ 5,--.
Im Juni 1939 wurde der Limousine ein zweitüriges Cabriolet für £ 270,-- zur Seite gestellt, aber es scheint, dass nur sehr wenige davon verkauft wurden. Der Londoner Händler Eustace Watkins bot zusätzlich eine eigene Cabriolet-Version an. Mit dem Ausbruch des Zweiten Weltkrieges 1939 wurde die Fertigung von Wolseley-Automobilen, auch die des Ten, eingestellt. 5.261 Exemplare waren bis dahin entstanden.
Im September 1945 wurde die Fertigung des Vorkriegsmodells wieder aufgenommen. Zunächst wurde das Cabriolet für £ 474,-- angeboten (der Morris kostete £ 378,--). Die Preiserhöhung war zum Teil auf höhere Steuern zurückzuführen. 1948 wurde der Ten nach 2.715 weiteren Exemplaren eingestellt, nachdem die ersten Nachkriegskonstruktionen aufgetaucht waren. Der neue kleine Wolseley hieß nun 4/50, war aber mit seinem 1,5-l-R4-Motor ein größeres Auto und kein richtiger Nachfolger. Nachdem der Nuffield-Konzern mit Morris zur BMC fusioniert hatte, überließ man dieses Marktsegment Austin und Morris.